# خواكيم كارلوس مارتيني
خواكيم كارلوس مارتيني (بالألمانية: Joachim Carlos Martini)‏ هو موزع ألماني، ولد في 4 مايو 1931 في فالديفيا في تشيلي، وتوفي في 29 نوفمبر 2015 في فرانكفورت في ألمانيا.

## وصلات خارجية
- خواكيم كارلوس مارتيني على موقع ميوزك برينز (الإنجليزية)
- خواكيم كارلوس مارتيني على موقع أول ميوزيك (الإنجليزية)
- خواكيم كارلوس مارتيني على موقع ديسكوغز (الإنجليزية)